# Мінц Лев Миронович
Мінц Лев Миронович (1937, Москва — 30 листопада 2011) — радянський і російський етнограф, педагог, журналіст і письменник. Кандидат історичних наук.

## Біографія
Народився в 1937 році в Москві.
Закінчив географічний факультет МГУ імені М. В. Ломоносова.
Проходив службу в Радянській армії.
У 1985 році захистив дисертацію на здобуття наукового ступеня кандидата історичних наук за темою «Система харчування угорців: до вивчення етнокультурних зв'язків з історії угорської кухні» (спеціальність 07.00.07 — етнографія).
Потім йому було присвоєно звання  доктора філософії Карлова університету в Празі.
З 1967 по 1999 роки працював в журналі «Вокруг света», де як редактор і автор вів тематичні розділи, присвячені етнографії та країнознавства.
Потім викладав в Інституті журналістики та літературної творчості при Спілці журналістів Росії, Академії Федеральної служби безпеки Росії і в інших московських вузах.
В 1995 році зіграв в одному випуску телегри «Своя гра».
Лев Мінц був частим гостем на радіостанціях «Ехо Москви», «Маяк», «Свобода», співпрацював з телепередачею «Клуб кіноподорожей».
В 2008–2011 роках були видані його книги «Казанок дядечка Ляо, або цікава етнографія», «Придумані люди з острова  Мінданао» (розповіді про професії етнографа), «Блискучий Хим'яр і плісировка спідниць» (нариси з  єврейської історії та культурі). Також Лев Мінц був науковим редактором «Енциклопедії народів світу».
Став прототипом Льва Христофоровича Мінца, героя творів  Кіра Буличова (Ігоря Можейко), друга Льва Мінца. Виступав в якості наукового консультанта в фільмі «Підземелля відьом», працюючи разом зі знімальною групою над створенням характерної мови і мови аборигенів планети і дикунів.

## Наукові праці

### Монографії
- Дридзо А. Д., Минц Л. М. Люди и обычаи: Этнографические очерки для школьников. — М.: Просвещение, 1976. — 175 с.
- Минц Л. М. Сломанные стрелы: Этнографические очерки. — М. : Просвещение, 1991. — 223 с. — ISBN 5-09-002618-1
- Минц Л. М. Последние из каменного века. — М.: Просвещение, 1981. — 191 с.
- Минц Л. М. Котелок дядюшки Ляо, или Занимательная этнография. — М. : Ломоносовъ, 2012. — 256 с. — (История. География. Этнография.) — 1 000 прим. — ISBN 978-5-91678-160-1.
- Минц Л. М. Блистательный Химьяр и плиссировка юбок: не вполне учёные заметки о еврейской географии, истории, этнографии и социологии с элементами лингвистики. — М. : Ломоносовъ, 2011. — 272 с. — (История. География. Этнография.) — 1 000 прим.
- Минц Л. М. Придуманные люди с острова Минданао. — М. : Ломоносовъ, 2010. — 288 с. — (История. География. Этнография.) — 1 000 прим. — ISBN 978-5-91678-051-2.

### Наукова редакція
- Сто народов, сто языков: Этнографические очерки о народах Евразии: Для детей / Под ред. Л. М. Минца. — М. : Просвещение, 1992. — 197, [11] с. — ISBN 5-09-003499-0
- Расы и народы / Анчабадзе Ю. Д. и др.; науч. ред. Л. М. Минц. — М.: ОЛМА Медиа Групп, 2007. — 639 с. («Руссика»: Иллюстрированная энциклопедия). — ISBN 978-5-373-00654-5
- Народы мира: энциклопедия / Анчабадзе Ю. Д. и др.; науч. ред. Л. М. Минц. — М.: ОЛМА Медиа Групп, 2007. — 639 с. — ISBN 978-5-373-01057-3
- Большая энциклопедия народов: для школьников и студентов / науч. ред. Л. М. Минц. — М. : ОЛМА Медиа Групп, 2007. — 639 с. — ISBN 978-5-373-01053-5
- Страны и народы / науч. редакторы: Л. М. Минц, Д. И. Люри. — М.: ОЛМА Медиа Групп, 2008. — 630 с. — ISBN 978-5-373-01680-3